# Parafia Wniebowzięcia Najświętszej Maryi Panny w Gryficach
Parafia Rzymskokatolicka pw. Wniebowzięcia Najświętszej Maryi Panny w Gryficach – parafia należąca do dekanatu Gryfice, archidiecezji szczecińsko-kamieńskiej, metropolii szczecińsko-kamieńskiej Kościoła rzymskokatolickiego. Parafia obejmuje wiernych z części miasta Gryfice oraz kilku okolicznych wsi. Parafia jest siedzibą dekanatu. Erygowana została 10 sierpnia 1977 r.
W 1984 r. została oddana do użytku plebania, którą usytuowano przy ul. 3 Maja 17.

## Miejsca święte

### Kościół parafialny
Kościół pw. Wniebowzięcia NMP w Gryficach

### Kościoły filialne i kaplice
Parafia, prócz posiada także 5 filii. Należą do niej:
- kaplica w Raduniu,
- kaplica w Przybiernowie,
- kościół św. Józefa Robotnika w Rybokartach,
- kościół Niepokalanego Serca Najświętszej Maryi Panny w Łopianowie,
- kaplica w Rzęsinie.